# Зіткнення в аеропорту Лос-Родеос
Зіткнення в аеропорті Лос-Роде́ос — авіакатастрофа, що сталася на острові Тенерифе (Канарські острови) о 17:06:50 за місцевим часом 27 березня 1977 року. Через зіткнення на ЗПС двох літаків Boeing 747 загинуло 583 людини. Ця катастрофа залишається найбільшою за кількістю жертв за всю історію цивільної авіації (не враховуючи терористичного акту 11 вересня 2001 року).

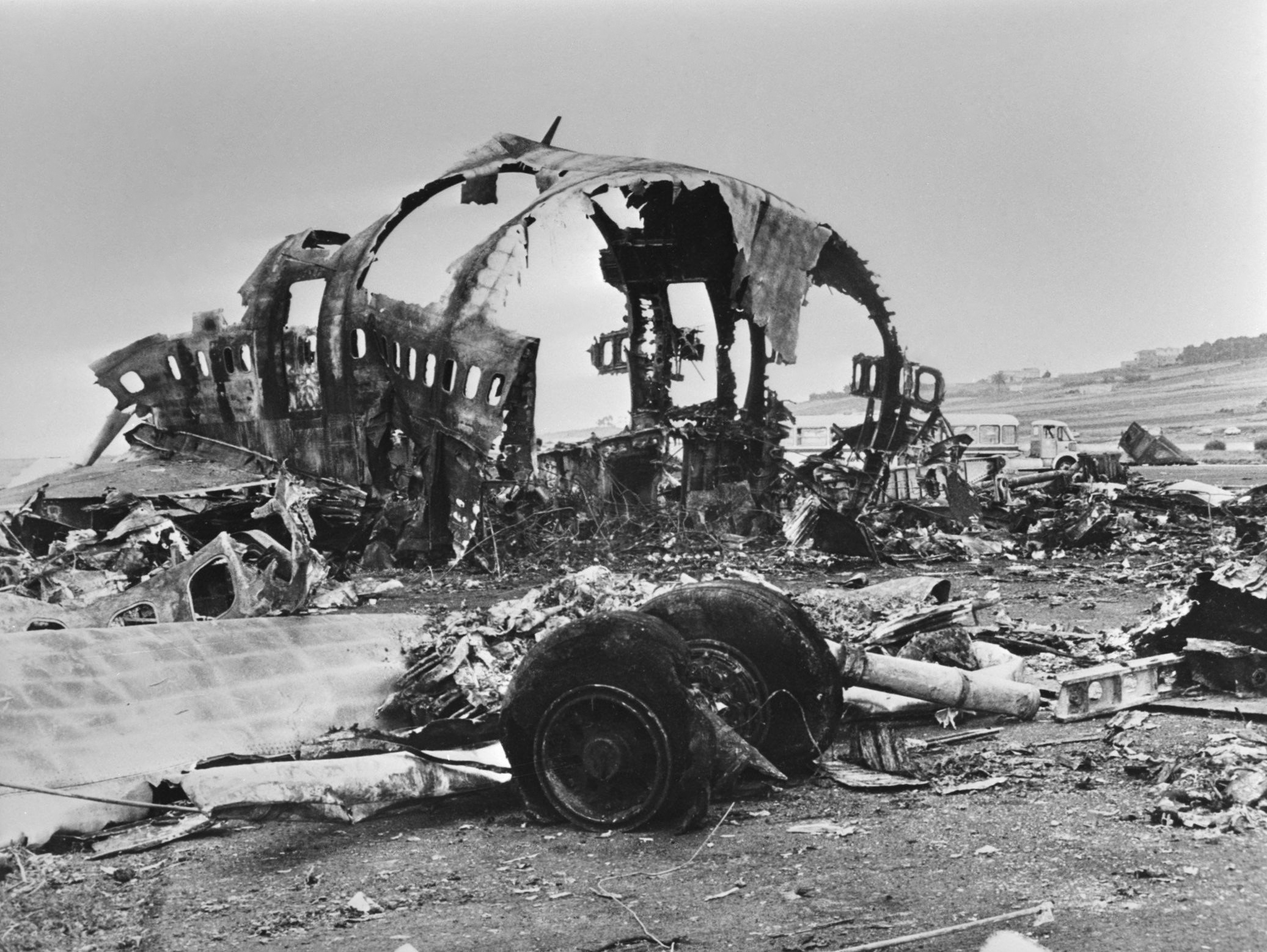
Уламки «Боїнга» KLM

Трагедія сталася на землі в умовах туману. Літак авіакомпанії KLM, рейс 4805 під командуванням пілота-інструктора капітана Якоба ван Зантена (на момент катастрофи — 50 років, наліт 11,7 тис. год., з них 1545 годин на Boeing 747) проводив зліт. На швидкості 250 км/год він урізався в лайнер авіакомпанії Pan Am, що рухався йому назустріч тією ж злітною смугою, рейс 1736, під командуванням капітана Віктора Граббса (англ. Victor Franklin Grubbs — 57 років, 21 тис. літних годин, з них 564 години — на Boeing 747), намагаючись перелетіти його.
Аеропорт Лос-Родеос розташований на півночі Тенерифе, це другий аеропорт Канарів за пасажиро- і вантажоперевезеннями.

## Хронологія

### Терористичний акт в аеропорті Лас-Пальмас
Цього дня в найбільшому летовищі Канарських островів Лас-Пальмас було скоєно терористичний акт. Терористи «Руху за незалежність і автономію Канарських островів» (ісп. Movimiento por la Autodeterminación e Independencia del Archipiélago Canario, MPAIAC) підірвали бомбу в залі очікування. Теракт не спричинив людських жертв (кілька пасажирів було легко поранено уламками скла), однак через побоювання повторних терактів адміністрація летовища вирішила закрити термінал і тимчасово припинити прийняття всіх літаків, що направляються в Лас-Пальмас.
Єдиним аеропортом, здатним приймати великі широкофюзеляжні літаки, було летовище Лос-Родеос на Тенерифе. Рейси 4805 і 1736 були серед багатьох у той день, які замість запланованої посадки в Лас-Пальмас були змушені здійснити посадку в Лос-Родеос. Досвідчений капітан лайнера Pan Am Віктор Граббс на підльоті до Канарських островів мав достатній запас палива і, керуючись міркуваннями зручності пасажирів, не хотів робити посадку в аеропорті Лос-Родеос, а натомість залишитися в зоні очікування до відкриття аеропорту в Лас-Пальмас-де-Гран-Канарія, але після наказу диспетчера приземлився на Тенерифе.

### Заправлення літака KLM
Внаслідок закриття найбільшого аеропорту Лас-Пальмас аеропорт Лос-Родеос виявився перевантаженим. Була неділя і пасажирський трафік став надто потужним. Літаки, не прийняті Лас-Пальмасом, зайняли всі стоянкові місця на Лос-Родеос. Деякі літаки стояли навіть на кермових доріжках. Boeing 747 авіакомпанії KLM, який виконував рейс 4805, перебував ближче всіх до порога злітно-посадкової смуги 12, за ним стояли Boeing 737, Boeing 727, Douglas DC-8, а останню позицію займав Boeing 747 авіакомпанії Pan Am рейсу 1736.
Після майже 4-годинного очікування аеропорт Лас-Пальмас почав приймати рейси. Екіпаж Pan Am був готовий до негайного вильоту й запросив диспетчерський дозвіл на зліт, однак не зміг виконати необхідні маневри з вирулювання на злітну смугу, оскільки був блокований Boeing компанії KLM і заправним автомобілем: капітан KLM вирішив дозаправитися, щоб заощадити час у Лас-Пальмас.
Варто зазначити, що для працівників авіакомпаній установлено жорсткий трудовий кодекс. Тривалість робочого часу пілотів суворо регламентовано. Під час сеансу радіозв'язку з Амстердамом командирові ван Зантену було наказано здійснити виліт до 19:00 за місцевим часом, а якщо це не вдасться, чекати ранку. Пілоти намагалися якнайшвидше відпочити й завершити польоти.

### Маневрування й погодні умови

Схема руху літаків злітною смугою

Дотримуючись інструкцій диспетчерів, Boeing KLM проїхав у кінець основної ЗПС і розвернувся на 180° (це важкий маневр для Boeing 747 на вузькій смузі), після чого зупинився. Капітан KLM перевів двигуни на малий газ, доклав про готовність до зльоту і став очікувати інструкцій від диспетчерської вишки керування повітряним рухом.
Під час рулювання погода погіршилася. Туман обмежував видимість до 300 м. Аеропорт Лос-Родеос завжди відрізнявся непередбачуваними погодними умовами. Це обумовлене тим, що він розташований між двох гір на висоті 700 м над рівнем моря.
Командир Boeing Pan Am майже одразу отримав вказівки рулити слідом за Boeing KLM, йому було наказано слідувати тією самою злітною смугою й звернути на кермову доріжку C3, після чого рухатися головною кермовою доріжкою до початку ЗПП. Однак, досягши доріжки C3, екіпаж Pan Am виявив, що, аби звернути на неї, потрібно повернути на 135°, що практично неможливо для Boeing 747 на такій вузькій смузі, тому екіпаж вирішив, що диспетчер наказав їм звернути на доріжку C4, яка перебувала далі по ЗПС і вимагала повороту лише на 45°, хоча диспетчер ясно наказав зійти на C3.
У цей час видимість упала до 100 м, і екіпажу Pan Am було складно визначити кермову доріжку. Осьові вогні, що визначають межі смуг і кермових доріжок, не працювали.

### Проблеми зі зв'язком
Диспетчер вишки керування повітряним рухом говорив із сильним іспанським акцентом, екіпаж Pan Am і екіпаж KLM неодноразово перепитували й уточнювали команди диспетчера. Не було погодженості в переговорах, пілоти Pan Am і KLM втручалися в розмову й перебивали один одного.
Коли Boeing Pan Am проїхав повз кермову доріжку C3, на яку йому було вказано повернути, Boeing KLM був уже готовий до зльоту: другий пілот KLM повідомив диспетчера про готовність і запросив дозволу на зліт.
В 17:05:53 вишка керування радирувала: «KLM4805, вам дозволено на привод P, набирайте й витримуйте ешелон 90. Після зльоту поворот праворуч, слідуйте курсом 040 до захвату радіалу 335 BOP Лас-Пальмас». Екіпаж KLM сприйняв цю інструкцію з набору висоти й подальшому заняттю коридору як фактичний дозвіл на зліт. Другий пілот повторив інструкцію диспетчерові, невиразно додавши наприкінці «Ми на зльоті» (англ. «We're now at take-off» або «We're now uh… taking off»). Диспетчер зрозумів цю відповідь як підтвердження того, що екіпаж готовий до зльоту, і сказав «O. K.». Все це лише закріпило оманливу впевненість членів екіпажу KLM в отриманні дозволу на зліт.
Одразу після цього диспетчер додав «Будьте готові до зльоту, я вас викличу». У цей же момент екіпаж Pan Am повідомив диспетчера про те, що вони ще не звільнили злітної смуги. Будь-якого з цих повідомлень було б достатньо для екіпажа KLM для усвідомлення своєї помилки, однак через інтерференцію повідомлення наклалися одне на одне й не були чутні в кабіні KLM.
У той час як Boeing KLM почав зліт, диспетчер проінструктував екіпаж Pan Am повідомити його, коли злітна смуга буде вільна. Почувши цю фразу, бортінженер KLM висловив пілотам занепокоєння, що Pan Am, схоже, ще не пішов зі смуги, однак капітан KLM, зосередившись на зльоті й вважаючи, що дозвіл на зліт вже отримано, роздратовано відповів, що все в порядку, і продовжив зліт. За версією Міжнародної асоціації пілотів (ALPA) на репліку бортінженера відповіли в унісон обидва пілота, тому відповідь пролунала так рішуче.
Через 14 секунд сталося зіткнення.
| 17:06:20.08             | Диспетчер Тенерифе (капітану KLM)                                                         | Будьте готові до зльоту, я вас викличу.                                                      |
| 17:06:20,3              | PanAm (2-й пілот) диспетчеру                                                              | Ми досі слідуємо смугою, Кліпер 1736 («Кліпер» — позивний літаків PanAm).                    |
| 17:06:19.39-17:06:23.19 | Два останніх повідомлення наклалися одне на одне й були чутні в кабіні KLM як шум.        | Два останніх повідомлення наклалися одне на одне й були чутні в кабіні KLM як шум.           |
| 17:06:25.6              | Диспетчер Тенерифе                                                                        | Вас зрозумів, Папа Альфа 1736 (тобто PA — PanAm 1736), доповісте, коли звільните смугу.      |
| 17:06:29.6              | PanAm (2-й пілот)                                                                         | ОК, ми доповімо, коли звільнимо.                                                             |
|                         | Диспетчер Тенерифе                                                                        | Дякую.                                                                                       |
|                         | PanAm (капітан)                                                                           | Давайте забиратись звідси.                                                                   |
|                         | PanAm (2-й пілот)                                                                         | Так, щось він нервує.                                                                        |
|                         | PanAm (бортінженер)                                                                       | Так, протримав нас стільки часу. А зараз підганяє.                                           |
| 17:06:32.43             | KLM (бортінженер)                                                                         | Вони ще не з'їхали?                                                                          |
| 17:06:34,1              | KLM (капітан)                                                                             | Що ти сказав?                                                                                |
| 17:06:34,15             | KLM (2-й пілот)                                                                           | Так                                                                                          |
| 17:06:34,7              | KLM (бортінженер)                                                                         | Він вже з'їхав зі смуги, цей Pan Am?                                                         |
| 17:06:35,7              | KLM (капітан)                                                                             | (Впевнено) Так!                                                                              |
| 17:06:40,0              | Капітан Pan Am бачить посадкові вогні Boeing компанії KLM на відстані близько 700 метрів. | Капітан Pan Am бачить посадкові вогні Boeing компанії KLM на відстані близько 700 метрів.    |
| 17:06:41                | PanAm (капітан)                                                                           | (кричить) Прокляття, він наближається! Дивись! Цей сучий син наближається! Тікаймо! Тікаймо! |
| 17:06:44                | KLM відриває передню стійку шасі від ЗПП.                                                 | KLM відриває передню стійку шасі від ЗПП.                                                    |
| 17:06:47,44             | KLM (хтось із екіпажу)                                                                    | (кричить)                                                                                    |
| 17:06:50,0              | Зіткнення.                                                                                | Зіткнення.                                                                                   |

### Зіткнення

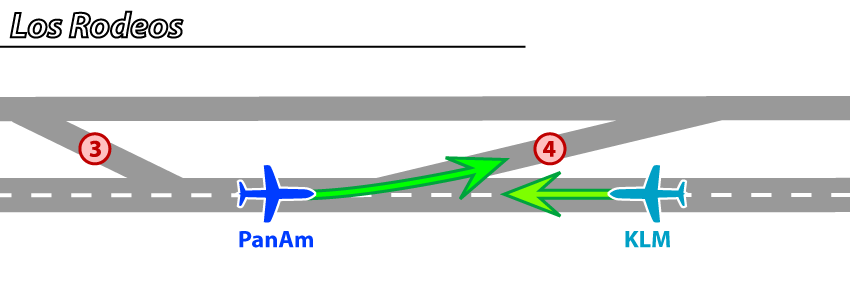
Схема руху літаків в момент зіткнення

Капітан Граббс, командир літака Pan Am, помітив вогні Boeing KLM, які швидко наближалися, за 700 м до точки зіткнення. Він негайно дав повний газ і спробував зійти ліворуч зі смуги на кермову доріжку. Однак закінчити маневр екіпажу не вдалося.
За три секунди до катастрофи бортінженер KLM вимовив: «V1». Літак почав відрив, відкрилися стулки люків шасі. Капітан KLM, побачивши другий Boeing, різко потягнув штурвал на себе. Його Boeing, вдарившись хвостом об землю, різко збільшив кут атаки й швидкість набору висоти, однак водночас збільшив також коефіцієнт лобового опору і втратив швидкість. Зіграло свою роль і те, що, намагаючись заощадити час на проміжній посадці, командир ван Зантен повністю заправив свій літак і злітав із максимальною злітною масою — швидкопідйомність повністю заправленого літака значно нижче.
До самого моменту зіткнення літак KLM перебував у повітрі. Ніс і передня стійка шасі не зачепили літак Pan Am, але основні опори, які не встигли забратися, і двигуни вдарили по фюзеляжу американського літака.
Удар сильно пошкодив фюзеляж Boeing Pan Am: місцями утворилися пролами, через які врятувалася велика кількість пасажирів. Літак KLM упав на злітно-посадкову смугу приблизно в 150 м від точки зіткнення. Літак протягло смугою близько 300 м, після чого він перекинувся праворуч і розвернувся на 90°. Обидва літака загорілися.
Усі 234 пасажира й 14 членів екіпажа, що перебували в літаку KLM, загинули. Із 396 людей, що перебували у Boeing компанії Pan Am, загинули 326 пасажирів і 9 членів екіпажа. Носова частина літака постраждала менше, що дало змогу врятуватися 61 людині, серед яких були командир, другий пілот і бортінженер.

## Розслідування
Розслідуванням цієї катастрофи займалися понад 70 фахівців з Іспанії, Нідерландів, США, у тому числі представники обох авіакомпаній. Факти свідчили про помилкову інтерпретацію команд диспетчера, що зумовило неправильні рішення екіпажа KLM.

### Висновок комісії
Після палких дебатів комісією були оголошені наступні факти:
- Капітан Boeing авіакомпанії KLM неправильно інтерпретував команду диспетчера й не перервав зліт у момент доповіді Pan Am про те, що їхній літак ще не залишив злітно-посадкову смугу.

- На запитання бортінженера, чи покинув смугу Pan Am, капітан відповів ствердно.

- Однією з основних причин трагедії стали перешкоди в радіоповідомленнях і постійні втручання пілотів в ефір один одного.

- Другий пілот KLM і диспетчер контрольної вишки Тенерифе використовували нестандартні фрази (другий пілот KLM: «We're at take off»; диспетчер контрольної вишки Тенерифе: «O. K.»).

- Екіпаж Boeing Pan Am помилився в тумані й проїхав визначену диспетчером кермову доріжку C3.

### Припущення
Експерти висловлювали різні припущення про фактори, які могли вплинути на розвиток подій:
- Ван Зантен був пілотом-інструктором. Протягом шести місяців до трагічних подій він займався підготовкою нових пілотів на симуляторі польотів. Під час відпрацьовування зльоту на симуляторі пілот-інструктор дає дозвіл на зліт, запитуваний пілотом, якого навчають.

- Висувалися версії про мовний бар'єр, що виник між ван Зантеном та іспанським диспетчером.

- Зазначалося, що командир KLM міг поспішати з вильотом, щоб не перевищити дозволену тривалість робочого дня. Не виключено, що ван Зантен квапився через погіршення погодних умов, яке могло зашкодити вильоту в Лас-Пальмас, що призвело би до додаткових фінансових втрат авіакомпанії.

- Висловлювалися припущення, що високий авторитет ван Зантена зашкодив екіпажу настояти на необхідності переконатися в тому, що дозвіл на зліт отримано і що літак Pan Am звільнив смугу. Аналітик ABC News, лінійний пілот Джон Нанс (John Nance), так оцінив значення цієї катастрофи й роль ван Зантена в ній:

Помилка капітана KLM на Тенерифе кардинально змінила ставлення до безпеки — і в авіації, і в медицині. Члени екіпажа майже «впіймали» помилку, але замість того щоб зупинити процес її переходу в катастрофу, вони переконували себе, що їхній капітан не може помилятися.
Водночас у рапорті Міжнародної асоціації пілотів (ALPA) наведено цитати, що спростовують думку про те, що ван Зантен нешанобливо ставився до колег або дозволяв собі некоректну поведінку. Це твердження спростовує також Ян Бартелскі, капітан KLM у відставці та колишній президент Міжнародної федерації асоціацій пілотів (IFALPA).
Слід зазначити, що ситуація, у якій виявився голландський пілот, була вкрай важкою, значно погіршеною його ж помилковими діями, але не безвихідною. У майже ідентичній ситуації виявилися пілоти літаків Boeing 747-400 авіакомпаній Air China і Korean Air: 1 квітня 1999 року в аеропорту Чикаго китайський пілот вантажного літака грубо порушив правила перетину ЗПП, що діяла, і якою злітав корейський пасажирський Boeing, — так само, як і голландський Boeing 1977 року, повністю заправлений та з максимальною злітною масою. Однак у цьому випадку корейський пілот почав активні дії по відходу від зіткнення й зумів уникнути трагедії.

### Відповідальність
Незважаючи на те, що голландська влада спершу заперечувала провину капітана ван Зантена і його екіпажу, в підсумку авіакомпанія KLM взяла відповідальність за трагічну подію й заплатила постраждалим і родинам жертв компенсації від 58 до 600 тис. доларів США.

### Вжиті заходи
Міжнародна організація цивільної авіації (ICAO) розробила єдиний для всіх міжнародних аеропортів стандарт фраз. Зокрема, відтоді від екіпажів потрібно замість коротких відповідей «ОК» або «Roger» («Вас зрозумів») повторювати ключові пункти наказу, що надійшов. Змінена процедура ухвалення рішень екіпажем: віднині вона передбачає взаємну згоду членів екіпажа, відповідальних за пілотування. Установлено також, що слово «take off» (зліт) використовується тільки в разі дозволу зльоту диспетчером і підтвердженні факту дозволу зльоту пілотом; в інших випадках використовується слово «departure» (відправлення).

## Факти
- Загиблий Boeing компанії Pan Am був першим Boeing 747, який здійснив комерційний рейс із Нью-Йорка в Лондон 21 січня 1970 року.

- У цій авіакатастрофі загинула відома американська акторка й модель, зірка Playboy Ів Меєр (Eve Meyer).

## Відображення в культурі

### Екранізація
Про катастрофу було знято кілька документальних фільмів і передач:
- Художньо-документальний фільм «Катастрофа сторіччя» (англ. Crash Of The Century, фр. Le crash du siècle — la catastrophe de Ténérife).
- «Зіткнення на злітній смузі» (передача з циклу «Секунди до катастрофи») (англ. Seconds From Disaster – Collision on the Runway).
- «На волосок від смерті» телеканалу Discovery.
- «Останній захід — авіакатастрофа на острові Тенерифе».
- PBS Nova: The Deadliest Plane Crash: цей випуск містить фрагменти з фільму «Катастрофа сторіччя» та інтерв'ю з низкою американських авіаційних аналітиків.

Крім передач, повністю присвячених трагедії на Тенерифе, було знято кілька документальних телесеріалів, у яких катастрофа в Лос-Родеос була згадана в числі інших авіаційних подій. Серед них:
- Британський телесеріал «Авіакатастрофи: абсолютно секретно» (англ. Aircrash Confidential); серія «Зіткнення» (англ. Collisions).
- «Виживання в небесах» (англ. Survival in the Sky; відомий у Великій Британії за назвою Black Box). Про катастрофу в Лос-Родеос розповідається в першому епізоді серіалу з назвою «Обвинувачуємо пілота» (англ. Blaming the Pilot).
- Французький серіал «Найбільші помилки двадцятого століття» (фр. Les grands ratés du XX siècle). Авіакатастрофа на Тенерифе згадується в 39-му епізоді другого сезону.
- У нідерландському документальному телесеріалі за назвою «Інші часи» (нід. Andere tijden) був знятий епізод «Тенерифе: одразу після катастрофи» (нід. Tenerife: meteen na de ramp). Цей випуск унікальний тим, що ключовою темою в ньому є саме наслідки катастрофи, а не попередні їй події.